# Liudmila Bráguina
Liudmila Ivánovna Bráguina, en ruso Людмила Ивановна Брагина (n. 24 de julio de 1943 en Sverdlovsk, Rusia), es una ex-atleta rusa especialista en pruebas de media distancia que compitió representando a la Unión Soviética y fue campeona olímpica de 1500 metros en los Juegos Olímpicos de Múnich 1972.

## Biografía
Poco antes de los Juegos Olímpicos de Múnich 1972, batió en Moscú el récord mundial de los 1500 metros con 4:06,9. La marca anterior estaba en poder de la alemana oriental Karin Burneleit con 4:09,6 desde el año anterior.
Ya en los Juegos, Bráguina no solamente ganó la medalla de oro, sino que realizó la proeza de batir su propio récord mundial tres veces en el transcurso de cinco días. Primero el 4 de septiembre en las eliminatorias (4:06,5), luego el 7 de septiembre en semifinales (4:05,1) y, por último el 9 de septiembre en la final (4:01,4). Este récord permaneció vigente hasta 1976, cuando fue batido por la también soviética Tatiana Kazánkina.
La medalla de plata fue para la alemana oriental Gunhild Hoffmeister (4:02,8) y la de bronce para la italiana Paola Cacchi (4:02,9)
Aparte de sus éxitos en los 1500 metros, destacó también en la prueba de 3000 metros, donde batió en dos ocasiones el récord mundial, una en 1974 (8:52,8) y otra en 1976 (8:27,12). Además ganó la medalla de plata en esta prueba en los Campeonatos de Europa al aire libre de Roma 1974.
Fue condecorada en su país con la Orden de la Bandera Roja del Trabajo.

## Resultados
| Año  | Competición               | Lugar      | Puesto        | Marca   |
| ---- | ------------------------- | ---------- | ------------- | ------- |
| 1969 | Campeonato Europeo        | Atenas     | 4.ª en 1500 m | 4:13,20 |
| 1970 | Campeonato Europeo Indoor | Viena      | 2.ª en 800 m  | 2:07,50 |
| 1971 | Campeonato Europeo Indoor | Sofía      | 2.ª en 1500 m | 4:17,80 |
| 1971 | Campeonato Europeo        | Helsinki   | 6.ª en 1500 m | 4:13,90 |
| 1972 | Campeonato Europeo Indoor | Grenoble   | 2.ª en 1500 m | 4:18,35 |
| 1972 | Juegos Olímpicos          | Múnich     | 1.ª en 1500 m | 4:01,40 |
| 1974 | Campeonato Europeo Indoor | Gotemburgo | 6.ª en 1500 m | 4:20,80 |
| 1974 | Campeonato Europeo        | Roma       | 2.ª en 3000 m | 8:56,20 |
| 1976 | Campeonato Europeo Indoor | Múnich     | 7.ª en 1500 m | 4:23,90 |
| 1976 | Juegos Olímpicos          | Montreal   | 5.ª en 1500 m | 4:07,20 |
| 1977 | Copa Mundial              | Düsseldorf | 2.ª en 3000 m | 8:46,30 |

## Marcas personales
- 800 metros: 2:05,8 (Odesa, 8 de septiembre de 1967).
- 1500 metros: 4:01,4 (Múnich, 9 de septiembre de 1972).
- 3000 metros: 8:27,12 (College Park, 7 de agosto de 1976).

## Récords mundiales
1500 metros
- 4:06,9 (Moscú, 18 de julio de 1972)
- 4:06,5 (Múnich, 4 de septiembre de 1972)
- 4:05,1 (Múnich, 7 de septiembre de 1972)
- 4:01,4 (Múnich, 9 de septiembre de 1972)

3000 metros
- 8:52,8 (Durham NC, 6 de julio de 1974)
- 8:27,12 (College Park, 7 de agosto de 1976)